# Das Hundertguldenblatt
Das Hundertguldenblatt, auch Christus, dem die kleinen Kinder gebracht werden oder Christus heilt die Kranken, ist eine Radierung Rembrandt van Rijns. Sie entstand zwischen 1647 und 1649 und ist 27,8 Zentimeter hoch und 38,8 Zentimeter breit. Die Radierung zeigt verschiedene Ereignisse aus dem Leben Jesu, die in Matthäus 19 geschildert werden. Zustände dieser Radierung befinden sich in verschiedenen Museen und privaten Sammlungen.
Die Bezeichnung „Hundertguldenblatt“ bekam die Radierung, weil schon zu Rembrandts Zeit diese enorme Summe für einen Druck bezahlt wurde.

## Bildbeschreibung
Im Zentrum der Komposition befindet sich der stehende Jesus. Auf ihn geht eine Frau zu, die ein Kind in den Armen hält. Hinter ihr befindet sich ein weiteres, etwas älteres Kind. Am linken Bildrand befindet sich eine Zuschauermenge, am rechten sind zu Jesus strömende Menschen zu erkennen. Einer von ihnen ist so gebrechlich, dass er auf einer Schubkarre transportiert wird. Rechts unter Jesus halten Gläubige ihre Hände in Anbetung erhoben, ein Kranker liegt am Boden.

## Sammlungen
Zustände des Hundertguldenblattes befinden sich unter anderem im Rijksmuseum Amsterdam, im Kupferstichkabinett Dresden, in der Wiener Albertina und in der Staatsgalerie Stuttgart. Daneben ist es auch in einigen privaten Sammlungen vertreten und wird öfters auf Auktionen angeboten.